# 丁焰章
丁焰章（1964年—），湖北罗田人，汉族，中华人民共和国政治人物、第十二届全国人民代表大会湖北地区代表。
毕业于华中师范大学行政管理专业。加入中国共产党。2013年，担任全国人大代表。